# Eupithecia carpophagata
Eupithecia carpophagata là một loài bướm đêm trong họ Geometridae.